# Jens Holm
Jens Holm (ur. 18 kwietnia 1971 w Sundsvall) – szwedzki polityk, poseł do Riksdagu, deputowany do Parlamentu Europejskiego.

## Życiorys
W 1990 kształcił się w zakresie języka hiszpańskiego w Salamance. W 1996 ukończył studia socjologiczne na Uniwersytecie w Uppsali.
Pracował jako dziennikarz, współpracował ze stowarzyszeniem zajmującym się prawami zwierząt. Później był sekretarzem prasowym Partii Lewicy w Sztokholmie.
We wrześniu 2007 objął mandat posła do Parlamentu Europejskiego (zastąpił Jonasa Sjöstedta). Przystąpił do Konfederacyjnej Grupy Zjednoczonej Lewicy Europejskiej i Nordyckiej Zielonej Lewicy, pracował w Komisji Ochrony Środowiska Naturalnego, Zdrowia Publicznego i Bezpieczeństwa Żywności. W PE zasiadał do lipca 2009.
W wyborach krajowych w 2010 został wybrany w skład Riksdagu z okręgu Sztokholm. W 2014 i 2018 uzyskiwał poselską reelekcję.